# Hugo Van Dienderen
Hugo Van Dienderen (Antwerpen, 17 februari 1943) is een Belgisch politicus voor Groen, het vroegere AGALEV, en voormalig voorzitter van GroenPlus. In 2019 richtte hij samen met anderen Grootouders voor het klimaat op en werd er co-voorzitter van. Hij is getrouwd met Jeannine Weyers en heeft twee dochters en een adoptiezoon.

## Levensloop
Van Dienderen volgde van 1955 tot 1961 de Grieks-Latijnse humaniora aan het Antwerpse Pius X-Instituut. Aan de KULeuven werd hij in 1965 licentiaat in de wijsbegeerte en letteren (klassieke filologie). Van 1965 tot 1971 was hij leraar Latijn, Grieks en oude geschiedenis aan het Pius x Instituut. Hij animeerde er een solidariteitsactie met de Derde Wereld.
Als vrijwilliger was hij intussen actief bij de scouts en werd er gouwcommissaris voor de regio Antwerpen. Op 1 september 1971 werd hij als gedetacheerde leerkracht nationaal verantwoordelijke van de Katholieke Studenten Actie KSA, wat hij tot in 1976 zou blijven. In samenwerking met de Chiro en de scouts richtte hij Informatief Spelmateriaal op. Een ganzenbord Zuidelijk Afrika bracht de jongeren spelenderwijs in contact met de toenmalige Portugese kolonies in Afrika en met de Apartheid in Zuid-Afrika. Via een lottospel Wonen werd de armoede aangekaart.
Hij zette zich in voor de samenwerking van KSA met de vrouwelijke tegenhanger VKSJ, de Vrouwelijke Studerende Jeugd. Daaruit ontstonden gemengde KSJ-groepen (=Katholieke Studerende Jeugd). Van Dienderen was meer bepaald verantwoordelijk voor de oudste leeftijdsgroep. Samen met de VKSJ-verantwoordelijke werd voor een maatschappijkritische richting gekozen, geïnspireerd door mei '68 en de Bevrijdingstheologie. Dat gebeurde onder de naam SEIN. Zo werd mee gemanifesteerd tegen de aankoop van de F16-gevechtsvliegtuigen "Neen aan de 30 miljard" en voor vrede in Vietnam.
In 1969 vestigde het gezin zich in Brasschaat omdat Jeannine Weyers daar les gaf aan het Mater Dei-instituut. In 1977 richtte Van Dienderen, zijn vrouw en medestanders een van de eerste wereldwinkels op in de Parkgemeente. Hij werd coördinator van de 11.11.11-actie en richtte de Gemeentelijke Raad voor Ontwikkelingssamenwerking op en werd de eerste voorzitter van die adviesraad.
In 1976 werd Van Dienderen journalist bij de BRT en bleef dat tot zijn verkiezing als volksvertegenwoordiger in 1987.

## Politiek
In 1982 richtte zijn vrouw Jeannine Weyers met anderen een groep van Agalev op in Brasschaat. Ze werd verkozen tot gemeenteraadslid en zou dat 13 jaar blijven. Zo leerde Van Dienderen de groene partij kennen. In 1987 droeg de Brasschaatse afdeling van Agalev hem voor op de poll-vergadering. Hij kreeg de tweede plaats na Mieke Vogels Op 13 december 1987 werd hij voor Agalev verkozen in de Kamer van volksvertegenwoordigers. Hij zetelde er tot juni 1999.
Van Dienderen diende als volksvertegenwoordiger het wetsvoorstel in dat de fietsvergoeding voor woon-werkverkeer vrijstelde van belastingen. Het voorstel werd in de zomer 1996 kamerbreed goed gekeurd en in 2025 genieten meer dan een miljoen werknemers van dit voordeel. Opmerkelijk is dat hij daarvoor de steun kreeg van Eddy Merckx. Die was toen voorzitter van de Bicycle Council waarin de fietsproducenten, fietsherstellers en de Fietsersbond samenwerkten.
In de periode februari 1988-mei 1995 had hij als gevolg van het toen bestaande dubbelmandaat ook zitting in de Vlaamse Raad. De Vlaamse Raad was vanaf 21 oktober 1980 de opvolger van de Cultuurraad voor de Nederlandse Cultuurgemeenschap, die op 7 december 1971 werd geïnstalleerd, en was de voorloper van het huidige Vlaams Parlement.
In 1999 maakte hij plaats op de kamerlijst voor verjonging, vervrouwelijking en meer diversiteit. In dat jaar verhuisde hij naar Antwerpen "als bijdrage om de stadsvlucht te stoppen". Hij werd politiek secretaris (nu heet dat voorzitter) van Agalev Antwerpen. In aanloop naar de verkiezingen van 2000 stichtte hij de Antwerpse Groene Senioren.
In 2002 werd hij gediagnosticeerd met prostaatkanker, Daarna pleitte hij als actief lid van de vereniging voor prostaatkankerpatiënten in tientallen voordrachten voor een gezonde levensstijl en een verstandige leefmilieupolitiek.
Van oktober 2003 tot april 2018 leidde hij het zelf opgerichte GroenPlus, de nationale seniorenwerking van de partij. Mieke Vogels volgde hem op en hij bleef nadien nog een tijdje ondervoorzitter.
Naar aanleiding van de Klimaattop in 2015 stapte hij samen met zijn vrouw Jeannine Weyers en 10 andere GroenPlussers te voet naar Parijs om aan te dringen op een ambitieus en rechtvaardig klimaatbeleid.

## Terug naar het middenveld
In 2019 richtte hij met anderen de Belgische burgerbeweging Grootouders voor het Klimaat op. Hij werd samen met Bernard Hubeau co-voorzitter en gaf zijn politieke functies op. Grootouders voor het Klimaat werd een partij-onafhankelijke burgerbeweging. Die wordt gesteund door tientallen bekende oudere mensen uit de wereld van de wetenschap, cultuur, kunst, levensbeschouwing... Bij die ambassadeurs zijn ook oud-politici van alle democratische partijen. De vzw is lid van de Bond Beter Leefmilieu, de Klimaatcoalitie, 11.11.11, Reset-Vlaanderen en de Vlaamse Ouderenraad.

## Publicaties
- Als trekker van de werkgroep vrede van Agalev schreef hij mee aan De oorlog voorbij; Een globaal groen vredesconcept, Berchem 1991
- Bij het Davidsfonds gaf hij Met de auto mobiel? Leuven, 1994 uit.
- Met dochter Ilse en kleindochter Amber Paris, ABC van het Klimaat, Noorderwijk, 2020.